# ビックリマン 漢熟覇王
ビックリマン 漢熟覇王（ビックリマン かんじゅくはおう）は、ロッテから発売されているウェハースチョコ。ビックリマンシリーズの22代目作品。
1. 2010年8月24日発売
2. 2011年3月1日発売
3. 2011年8月2日発売

2011年7月21日にはニンテンドー3DS用ゲームソフト『ビックリマン漢熟覇王 三位動乱戦創紀』（ビックリマンかんじゅくはおう さんみどうらんせんそうき）が発売された。

## 概要
ビックリマンシリーズとコンピュータゲーム製作会社・日本一ソフトウェアのコラボレーション作品。多数のキャラクターが描かれたシールが存在するが、その中に日本一ソフトウェアのゲーム「魔界戦記ディスガイアシリーズ」のキャラクターのものがある。各キャラクターが身につけている物やポーズによって漢字一文字があらわされ、シールの裏面にはその漢字の音読み・訓読みが書かれている。
シールごとの漢字の画数によって、勝敗を競いあう「シールバトル」を行える。
初級ルール
手持ちのシールを出していき、画数の多い方が勝ち。
公式ルール
5枚のシールを同時に出し、画数の多い方が勝ち。画数が少ない場合でも、相手の漢字に自分の持っているシールと合わせて熟語を作ると、その総画数が自分のものとなる。以降は負けた方が先にシールを出していき、先にシールがなくなった方の勝ち。
上級ルール
公式ルールとほぼ同様だが、シールは40枚、3文字以上の熟語も作れるという相違点がある。

## ゲーム版

### ゲーム内容
シールと同じく、キャラクターごとの漢字の画数でバトルを行う。
動乱ルール
ゲーム版オリジナルルール。勝った場合、相手との画数の差をポイントとして獲得でき、先に60ポイント獲得した方の勝ちとなる。

### 主題歌
「漢字&熟語は摩訶不思議」
作詞 - 新川宗平 / 作曲 - 高須和也 / 歌 - 三森すずこ

## 小説版
ビックリマン漢熟覇王（著：下田淳）
- 戦士アルマース誕生（2011年9月発売）
- 漢権四天王との激突！（2012年1月発売）
- 漢熟バトル頂上決戦！（2012年4月発売）